# Brachymeria nyalamensis
Brachymeria nyalamensis är en stekelart som beskrevs av Yin-Xia Liao och Chen 1983. Brachymeria nyalamensis ingår i släktet Brachymeria och familjen bredlårsteklar. Inga underarter finns listade.